# میانیانگ

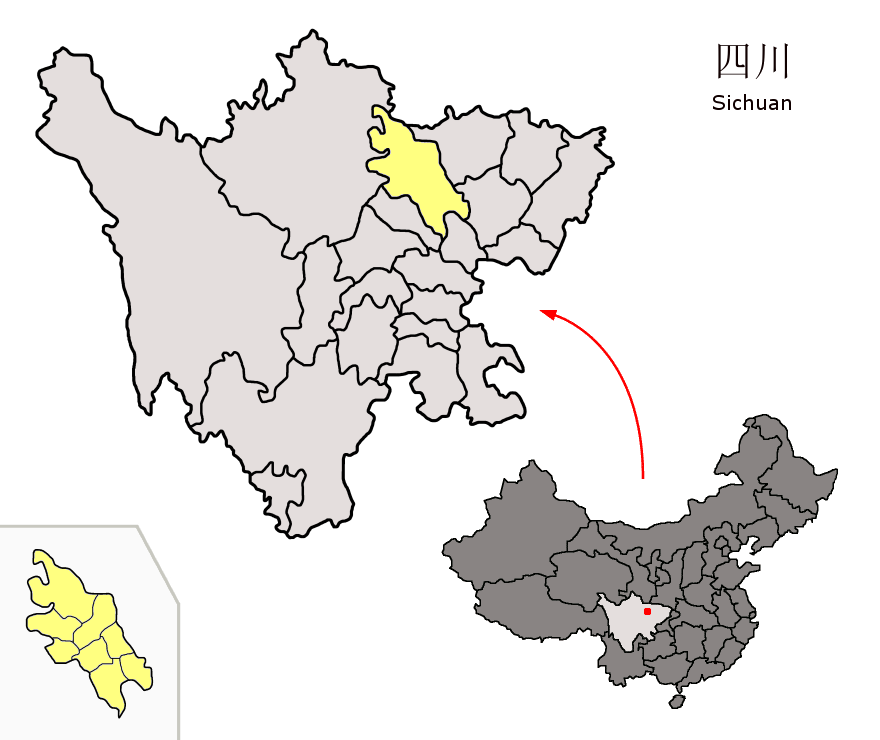
محل شهر و شهرستان میانیانگ (رنگ زرد) در نقشهٔ چین.

میانیانگ (به چینی: 绵阳) (به انگلیسی: Mianyang) دومین شهر بزرگ در استان سیچوآن چین است.
میانیانگ که در دوران باستان فوجون نامیده می‌شد در دوران پادشاهی‌های شین (۲۲۱ تا ۲۰۶ پیش از میلاد) و هان (۲۰۶ پیش از میلاد تا ۲۲۰ پس از میلاد) کشاورزی پیشرفته‌ای داشت.
تاریخ این شهر به ۲٬۲۰۰ سال پیش برمی‌گردد یعنی به زمانی که امپراتور گائوزو برای نخستین بار در این منطقه یک شهرستان تشکیل داد.
با توجه به مزایای محل جغرافیایی‌اش، شهر میانیانگ همیشه از اهمیت زیاد نظامی برخوردار بوده و یک سد دفاعی برای شهر چنگدو به‌شمار می‌آمده‌است.
این شهر در زمین‌لرزه سال ۲۰۰۸ سیچوآن آسیب کمی دید.